# Royal League 2005/06
Die Royal League 2005/06 war die zweite Saison des Fußballwettbewerbs für Vereinsmannschaften und fand zwischen dem 10. November 2005 und 6. April 2006 statt. Sieger wurde zum zweiten Mal FC Kopenhagen aus Dänemark, die sich im Finale mit 1:0 gegen Lillestrøm SK aus Norwegen durchsetzen konnten.

## Modus
Die zwölf Mannschaften, jeweils vier aus der dänischen Superliga, der norwegischen Tippeligaen und der schwedischen Fotbollsallsvenskan, traten zunächst in drei Gruppen mit Hin- und Rückspiel gegeneinander an, die beiden erstplatzierten Mannschaften sowie die zwei punkt- und torbesten Drittplatzierten jeder Gruppe waren für das Viertelfinale qualifiziert, welches wie auch das darauffolgende Halbfinale in einem Hin- und Rückspiel entschieden wurde.

## Preisgelder
Alle Preisgelder und Bonuszahlungen sind in norwegischen Kronen angegeben.
- Gruppenphase
  - Qualifikation: 1.250.000 NOK (für alle Teilnehmer)
  - Sieg: 250.000 NOK
  - Unentschieden: 150.000 NOK
  - 1. Platz: 1.250.000 NOK
  - 2. Platz: 1.000.000 NOK
  - 3. Platz: 500.000 NOK (nur bei Qualifikation für das Viertelfinale)
- Viertel- und Halbfinale
  - Sieg: 400.000 NOK
  - Unentschieden: 200.000 NOK
- Finale
  - Sieg: 3.000.000 NOK
  - 2. Platz: 1.000.000 NOK
- Zuschauerbonus
  - Über 3.000 Zuschauer: 100.000 NOK
  - Über 4.000 Zuschauer: 150.000 NOK
  - Über 5.000 Zuschauer: 200.000 NOK
  - Über 6.000 Zuschauer: 300.000 NOK
  - Über 7.000 Zuschauer: 400.000 NOK
  - Über 8.000 Zuschauer: 500.000 NOK
  - Über 9.000 Zuschauer: 600.000 NOK
  - Über 10.000 Zuschauer: 800.000 NOK
  - Über 15.000 Zuschauer: 1.000.000 NOK

## Gruppenphase

### Gruppe 1
| Pl. | Verein             | Sp. | S | U | N | Tore    | Diff. | Punkte |
| --- | ------------------ | --- | - | - | - | ------- | ----- | ------ |
| 1.  | FC Midtjylland     | 6   | 3 | 3 | 0 | 013:500 | +8    | 12     |
| 2.  | Hammarby IF        | 6   | 2 | 2 | 2 | 012:100 | +2    | 08     |
| 3.  | Vålerenga Oslo     | 6   | 2 | 2 | 2 | 008:100 | −2    | 08     |
| 4.  | Start Kristiansand | 6   | 0 | 3 | 3 | 008:160 | −8    | 03     |

| 24. November 2005  |     |                    |                          |
| FC Midtjylland     | 4:0 | Vålerenga Oslo     | SAS Arena                |
| Start Kristiansand | 2:4 | Hammarby IF        | Odd Stadion              |
| 27. November 2005  |     |                    |                          |
| Vålerenga Oslo     | 3:1 | Start Kristiansand | Ullevaal-Stadion         |
| 8. Dezember 2005   |     |                    |                          |
| Start Kristiansand | 1:1 | FC Midtjylland     | Odd Stadion              |
| Hammarby IF        | 0:0 | Vålerenga Oslo     | Söderstadion             |
| 11. Dezember 2005  |     |                    |                          |
| Start Kristiansand | 3:3 | Vålerenga Oslo     | Odd Stadion              |
| 12. Dezember 2005  |     |                    |                          |
| Hammarby IF        | 2:2 | FC Midtjylland     | Söderstadion             |
| 9. Februar 2006    |     |                    |                          |
| FC Midtjylland     | 4:1 | Hammarby IF        | SAS Arena                |
| 12. Februar 2006   |     |                    |                          |
| Vålerenga Oslo     | 0:1 | FC Midtjylland     | Vallhall-Arena           |
| Hammarby IF        | 4:0 | Start Kristiansand | Södertälje Fotbollsarena |
| 16. Februar 2006   |     |                    |                          |
| FC Midtjylland     | 1:1 | Start Kristiansand | SAS Arena                |
| Vålerenga Oslo     | 2:1 | Hammarby IF        | Vallhall-Arena           |

### Gruppe 2
| Pl. | Verein        | Sp. | S | U | N | Tore    | Diff. | Punkte |
| --- | ------------- | --- | - | - | - | ------- | ----- | ------ |
| 1.  | Lillestrøm SK | 6   | 2 | 4 | 0 | 006:300 | +3    | 10     |
| 2.  | FC Kopenhagen | 6   | 1 | 4 | 1 | 005:500 | ±0    | 07     |
| 3.  | Brøndby IF    | 6   | 1 | 3 | 2 | 007:700 | ±0    | 06     |
| 4.  | Kalmar FF     | 6   | 1 | 3 | 2 | 003:600 | −3    | 06     |

| 10. November 2005 |     |               |                    |
| Kalmar FF         | 1:1 | Brøndby IF    | Fredriksskans      |
| 24. November 2005 |     |               |                    |
| Lillestrøm SK     | 0:0 | FC Kopenhagen | Åråsen-Stadion     |
| 27. November 2005 |     |               |                    |
| Lillestrøm SK     | 0:0 | Kalmar FF     | Åråsen-Stadion     |
| 8. Dezember 2005  |     |               |                    |
| Kalmar FF         | 0:2 | Lillestrøm SK | Fredriksskans      |
| FC Kopenhagen     | 1:1 | Brøndby IF    | 9=Parken           |
| 11. Dezember 2005 |     |               |                    |
| Kalmar FF         | 1:0 | FC Kopenhagen | Fredriksskans      |
| Brøndby IF        | 0:1 | Lillestrøm SK | Brøndby Stadion    |
| 9. Februar 2006   |     |               |                    |
| Brøndby IF        | 1:2 | FC Kopenhagen | Brøndby Stadion    |
| 12. Februar 2006  |     |               |                    |
| Brøndby IF        | 2:0 | Kalmar FF     | Brøndby Stadion    |
| FC Kopenhagen     | 1:1 | Lillestrøm SK | Parken             |
| 16. Februar 2006  |     |               |                    |
| FC Kopenhagen     | 1:1 | Kalmar FF     | Parken             |
| Lillestrøm SK     | 2:2 | Brøndby IF    | Tønsberg Gressbane |

### Gruppe 3
| Pl. | Verein         | Sp. | S | U | N | Tore    | Diff. | Punkte |
| --- | -------------- | --- | - | - | - | ------- | ----- | ------ |
| 1.  | Djurgårdens IF | 6   | 3 | 1 | 2 | 008:700 | +1    | 10     |
| 2.  | Lyn Oslo       | 6   | 2 | 2 | 2 | 007:600 | +1    | 08     |
| 3.  | IFK Göteborg   | 6   | 2 | 2 | 2 | 007:700 | ±0    | 08     |
| 4.  | Aalborg BK     | 6   | 1 | 3 | 2 | 007:900 | −2    | 06     |

| 24. November 2005 |     |                |                          |
| Lyn Oslo          | 1:0 | IFK Göteborg   | Tønsberg Gressbane       |
| Aalborg BK        | 1:3 | Djurgårdens IF | Aalborg Stadion          |
| 27. November 2005 |     |                |                          |
| Djurgårdens IF    | 0:1 | IFK Göteborg   | Södertälje Fotbollsarena |
| 8. Dezember 2005  |     |                |                          |
| IFK Göteborg      | 3:3 | Aalborg BK     | Ullevi                   |
| Lyn Oslo          | 1:2 | Djurgårdens IF | Ullevaal-Stadion         |
| 11. Dezember 2005 |     |                |                          |
| IFK Göteborg      | 1:3 | Lyn Oslo       | Ullevi                   |
| 13. Dezember 2005 |     |                |                          |
| Djurgårdens IF    | 2:1 | Aalborg BK     | Södertälje Fotbollsarena |
| 9. Februar 2006   |     |                |                          |
| Aalborg BK        | 2:1 | Lyn Oslo       | Aalborg Stadion          |
| 12. Februar 2006  |     |                |                          |
| IFK Göteborg      | 2:0 | Djurgårdens IF | Ullevi                   |
| Lyn Oslo          | 0:0 | Aalborg BK     | Vallhall-Arena           |
| 16. Februar 2006  |     |                |                          |
| Aalborg BK        | 0:0 | IFK Göteborg   | Aalborg Stadion          |
| Djurgårdens IF    | 1:1 | Lyn Oslo       | Södertälje Fotbollsarena |

## K.-o.-Runde

### Viertelfinale
Die Hinspiele fanden am 23. Februar 2006, die Rückspiele am 9. und 11. März 2006 statt.
|                | Gesamt          |                | Hinspiel | Rückspiel |
| -------------- | --------------- | -------------- | -------- | --------- |
| Lyn Oslo       | 1:4             | FC Midtjylland | 1:3      | 0:1       |
| Djurgårdens IF | 5:2             | Vålerenga Oslo | 2:1      | 3:1       |
| FC Kopenhagen  | 2:2 (3:0 i. E.) | Hammarby IF    | 2:0      | 0:2 n. V. |
| IFK Göteborg   | 0:2             | Lillestrøm SK  | 0:0      | 0:2       |

### Halbfinale
Die Hinspiele im Halbfinale fanden am 16. März 2006 statt, die Rückspiele am 23. und 26. März 2006.
|                | Gesamt |                | Hinspiel | Rückspiel |
| -------------- | ------ | -------------- | -------- | --------- |
| FC Kopenhagen  | 7:1    | FC Midtjylland | 3:1      | 4:0       |
| Djurgårdens IF | 1:4    | Lillestrøm SK  | 1:3      | 0:1       |

### Finale
| FC Kopenhagen                                | FC Kopenhagen | Lillestrøm SK | Lillestrøm SK |
| -------------------------------------------- | --- | --- | ------------- |
| FC Kopenhagen                                | \| 6. April 2006 in Kopenhagen (Parken) \| \| Ergebnis: 1:0 (0:0) \| \| Zuschauer: 13.617 \| \| Schiedsrichter: Peter Fröjdfeldt ( Schweden) \| | \| 6. April 2006 in Kopenhagen (Parken) \| \| Ergebnis: 1:0 (0:0) \| \| Zuschauer: 13.617 \| \| Schiedsrichter: Peter Fröjdfeldt ( Schweden) \| | Lillestrøm SK |
| FC Kopenhagen                                | Jesper Christiansen – Urmas Rooba, Dan Thomassen, Brede Hangeland, Lars Jacobsen – Martin Bergvold (89. Morten Bertolt), Tobias Linderoth, Atiba Hutchinson, Michael Silberbauer (89. William Kvist) – Álvaro Santos, Peter Ijeh (69. Razak Pimpong) Cheftrainer: Ståle Solbakken | Heinz Müller – Shane Peter Stefanutto, Pål Steffen Andresen (3. Frode Kippe), Anders Rambekk, Christoffer Andersson – Khaled Mouelhi, Robert Koren, Espen Søgård, Bjørn Helge Riise (68. Johan Petter Winsnes) – Olivier Occean, Magnus Myklebust (61. Andreas Yacob-Haddad) Cheftrainer: Uwe Rösler ( Deutschland) | Lillestrøm SK |
| FC Kopenhagen                                | 1:0 Razak Pimpong (89.) | | Lillestrøm SK |
| FC Kopenhagen                                | Anders Rambekk (27.), Khaled Mouelhi (59.), Bjørn Helge Riise (64.) | | Lillestrøm SK |
| FC Kopenhagen                                | Razak Pimpong (90.+1') | | Lillestrøm SK |
| 6. April 2006 in Kopenhagen (Parken)         | | |               |
| Ergebnis: 1:0 (0:0)                          | | |               |
| Zuschauer: 13.617                            | | |               |
| Schiedsrichter: Peter Fröjdfeldt ( Schweden) | | |               |

## Zuschauerschnitt
| Platz |          | Verein             | Spiele | Zuschauer | {\displaystyle \varnothing } | +/−   |
| ----- | -------- | ------------------ | ------ | --------- | ---------------------------- | ----- |
| 1.    | Danemark | Brøndby IF         | 3      | 27677     | 9226                         | −3652 |
| 2.    | Danemark | FC Kopenhagen      | 5      | 45386     | 9077                         | −1540 |
| 3.    | Schweden | Hammarby IF        | 4      | 18490     | 4623                         |       |
| 4.    | Danemark | Aalborg BK         | 3      | 12029     | 4010                         |       |
| 5.    | Schweden | IFK Göteborg       | 4      | 16032     | 4008                         | −1256 |
| 6.    | Danemark | FC Midtjylland     | 5      | 18174     | 3635                         |       |
| 7.    | Schweden | Kalmar FF          | 3      | 10857     | 3619                         |       |
| 8.    | Norwegen | Vålerenga Oslo     | 4      | 08767     | 2192                         | −3619 |
| 9.    | Norwegen | Lillestrøm SK      | 5      | 09276     | 1855                         |       |
| 10.   | Schweden | Djurgårdens IF     | 5      | 08101     | 1620                         | −1299 |
| 11.   | Norwegen | Lyn Oslo           | 4      | 03283     | 0821                         |       |
| 12.   | Norwegen | Start Kristiansand | 3      | 01131     | 0377                         |       |

Die zweite Saison war von sinkendem Zuschauerinteresse begleitet. Durchschnittlich kamen 3935 Zuschauer (inklusive Finale) zu den Spielen, was einen Rückgang von 1579 Zuschauern bedeutet. Bei den Ländern führte Dänemark mit einem Zuschauerschnitt von 6454 (−1265) pro Spiel vor Schweden mit 3343 (−216) und Norwegen mit 1404 (−3873).

## Torschützenliste
| Platz |          | Spieler          | Verein             | Tore |
| ----- | -------- | ---------------- | ------------------ | ---- |
| 1     | Schweden | Tobias Hysén     | Malmö FF           | 6    |
|       | Danemark | Klaus Kærgård    | FC Midtjylland     | 6    |
| 3     | Schweden | Petter Andersson | Hammarby IF        | 4    |
|       | Norwegen | Morten Berre     | Vålerenga Oslo     | 4    |
|       | Danemark | Dennis Sørensen  | FC Midtjylland     | 4    |
| 6     | Schweden | Jeffrey Aubynn   | Hammarby IF        | 3    |
|       | Nigeria  | Peter Ijeh       | FC Kopenhagen      | 3    |
|       | Schweden | David Johansson  | Hammarby IF        | 3    |
|       | Faroer   | Todi Jónsson     | Start Kristiansand | 3    |
|       | Kanada   | Olivier Occean   | Lillestrøm SK      | 3    |
|       | Schweden | Stefan Selakovic | IFK Göteborg       | 3    |
|       | Norwegen | Jo Tessem        | Lyn Oslo           | 3    |